# Stanley Andrews
Stanley Andrews, właśc. Stanley Martin Andrzejewski (ur. 28 sierpnia 1891 w Chicago, zm. 23 czerwca 1969 w Los Angeles) – amerykański aktor filmowy i telewizyjny.

## Życiorys
Stanley Andrews urodził się w 1891 w Chicago, niewiele wiadomo o jego młodości poza tym że wychowywał się na Środkowym Zachodzie. Karierę zaczynał w teatrze i radiu. Poważnym krokiem w jego karierze była rola Olivera „Daddy” Warbucksa w słuchowisku radiowym Little Orphan Annie w której brał udział w latach 1931- 1936. Wystąpił w ponad 250 filmach, grał również w wielu serialach. W latach 1952–1963 wcielił się w rolę starego rangera w serialu Death Valley Days, gdy producent zdecydował go zastąpić młodszym aktorem wybór padł na Ronalda Reagana późniejszego prezydenta Stanów Zjednoczonych.

## Filmografia

### Kino
- 1935: Men Without Names jako Jim
- 1935: Private Worlds jako doktor Barnes
- 1935: Bar 20 Rides Again
- 1935: People Will Talk jako Willis McBride
- 1935: Escape from Devil’s Island
- 1936: The Texas Rangers
- 1936: Pan z milionami jako James Cedar
- 1936: Counterfeit
- 1936: In His Steps jako Broderick
- 1936: Wild Brian Kent jako Tony Baxter
- 1937: High, Wide, and Handsome jako Lem Moulton
- 1937: She’s Dangerous
- 1937: The Devil’s Playground jako dowodzący łodzią ratunkową
- 1937: Pani Walewska jako książę Mirski
- 1938: The Lady Objects jako Baker
- 1938: Korsarz  jako urzędnik portowy
- 1938: Adventure in Sahara jako pułkownik Rancreux
- 1938: The Lone Ranger jako kapitan Mark Smith
- 1938: Szalony chłopak jako pułkownik Roberts
- 1938: Spawn of the North jako Partridge
- 1939: Homicide Bureau jako komisarz G.W. Caldwell
- 1939: Pan Smith jedzie do Waszyngtonu jako senator Hodges
- 1939: Braterstwo krwi jako Maris
- 1939: Coast Guard jako komandor Hooker
- 1940: The Blue Bird jako Wilhelm
- 1940: Little Old New York jako dowódca patrolu
- 1940: Johnny Apollo jako sekretarz
- 1940: Brigham Young jako Hyrum Smith
- 1941: Obywatel John Doe
- 1941: Wild Geese Calling jako Delaney
- 1941: Strange Alibi jako porucznik Pagle
- 1942: My Gal Sal jako pan Dreiser
- 1942: Ten Gentlemen from West Point jako kapitan Sloane
- 1942: Valley of the Sun jako oficer sądu polowego
- 1943: Zdarzenie w Ox-Bow
- 1944: The Princess and the Pirate jako kapitan statku „Mary Ann"
- 1944: Lake Placid Serenade
- 1946: Wake Up and Dream
- 1946: To wspaniałe życie jako pan Welch
- 1947: Scared to Death jako patolog
- 1947: Framed jako detektyw
- 1947: Road to Rio jako kapitan Harmon
- 1947: The Michigan Kid
- 1948: The Paleface jako Emerson
- 1948: Marzenia o domu – wymarzone domy  jako pan Murphy
- 1948: Northwest Stampede jako Bowles
- 1948: Last of the Wild Horses jako ranczer Pete Ferguson
- 1949: Tough Assignment jako główny dochodzeniowiec Patterson
- 1949: Brimstone jako Edward Winslow
- 1949: Trail of the Yukon jako Rogers
- 1949: The Last Bandit jako Jeff Baldwin
- 1950: Short Grass jako Pete Lynch
- 1950: Streets of Ghost Town jako szeryf z Dusty Creek
- 1950: Where Danger Lives jako dr Matthews
- 1951: Al Jennings of Oklahoma jako marshal Ken Slattery
- 1951: Vengeance Valley jako Mead Calhoun
- 1951: Superman and the Mole Men jako szeryf
- 1951: The Lemon Drop Kid
- 1952: Montana Belle jako marshal Combs
- 1952: Waco jako sędzia
- 1952: Fargo jako sędzia Bruce
- 1953: Dangerous Crossing jako członek załogi
- 1953: Appointment in Honduras jako kapitan MacTaggart
- 1954: Dawn at Socorro jako stary Ferris
- 1955: Treasure of Ruby Hills jako Marshal Garvey
- 1956: Star in the Dust jako Ben Smith
- 1956: The Three Outlaws  jako prezes linii kolejowych
- 1956: Frontier Gambler jako posterunkowy Philo Dewey
- 1958: Cry Terror!

### Telewizja
- 1949–1955: The Lone Ranger jako  Deacon Caleb
- 1950–1952: Tales of the Texas Rangers jako marshal MacDonald
- 1951–1953: The Range Rider jako szeryf
- 1951–1956: Buffalo Bill Jr.
- 1951–1959: Sky King
- 1950–1954: The Gene Autry Show jako Ben Tansey
- 1954–1957: Annie Oakley
- 1952–1964: Death Valley Days jako stary ranger